# 马河畔卡尼
马河畔卡尼（法語：Canny-sur-Matz，法語發音：[kani syʁ ma]）是法国瓦兹省的一个市镇，属于贡比涅区。

## 地理
马河畔卡尼（49°36'5"N, 2°47'58"E）面积6.89 平方千米，位于法国上法蘭西大區瓦兹省，该省份为法国北部内陆省份，北起索姆省，西接厄尔省和滨海塞纳省，南至塞纳-马恩省和瓦兹河谷省，东临埃纳省。
与马河畔卡尼接壤的市镇（或旧市镇、城区）包括：弗雷尼耶尔、居里、拉西尼、普莱西德鲁瓦、马河畔鲁瓦、伯夫赖涅。
马河畔卡尼的时区为UTC+01:00、UTC+02:00（夏令时）。

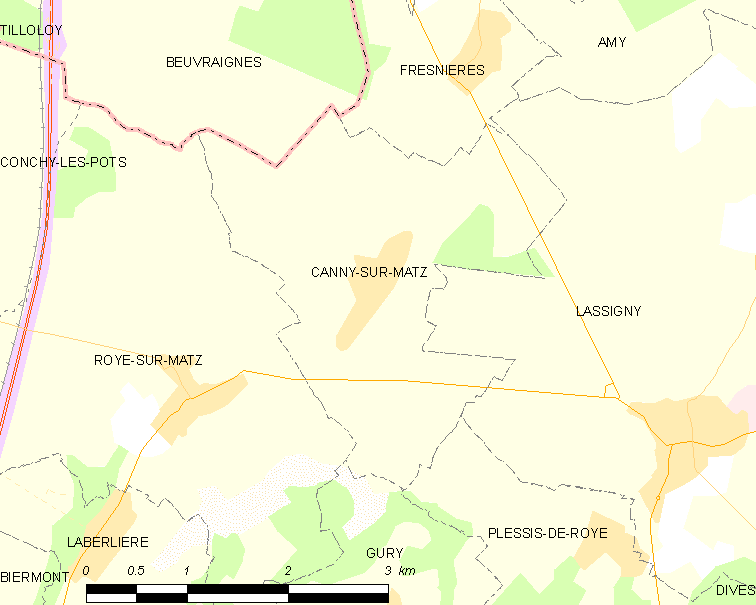
马河畔卡尼的OSM定位图

## 行政
马河畔卡尼的邮政编码为60310，INSEE市镇编码为60127。

## 政治
马河畔卡尼所属的省级选区为图罗特县。

## 人口

1962-2008年间马河畔卡尼人口变化图示

马河畔卡尼于2022年1月1日时的人口数量为411人。